# Oospila nivetacta
Oospila nivetacta là một loài bướm đêm trong họ Geometridae.